# Carl Zickner
Carl Zickner (né le 20 octobre 1867 à Gransee, mort le 14 mai 1939 à Berlin) est un acteur allemand.

## Biographie
Le fils d'un marchand reçoit sa formation artistique auprès de Franz Kierschner à Berlin à la fin des années 1880. Ses débuts sur scène ont lieu le 3 octobre 1889 à Stralsund. Les théâtres suivants sont Sondershausen, Potsdam, Saint-Pétersbourg et Elberfeld. Dans les premières années de sa carrière artistique, Zickner incarne le jeune amoureux. Avec son engagement avec Gera, il tient un rôle héroïque. Avant le début du siècle, on lui propose de se produire au Irving Place Theatre (en), théâtre germanophone à New York.
Il apparaît au cinéma pour la première fois peu de temps avant le déclenchement de la Première Guerre mondiale. Zickner fait des débuts en incarnant le héros autrichien Josef Speckbacher (de) dans Tirol in Waffen (de) de Carl Froelich. Ses rôles suivants sont beaucoup moins importantes et, au fil des années, de plus en plus petits. Dans le cinéma sonore des années 1930, il ne fait que de très petites apparitions.

## Filmographie
- 1913 : Tirol in Waffen (de)
- 1914 : Deutsche Helden (de)
- 1915 : Musketier Kaczmarek (de)
- 1916 : Ihr bester Schuß
- 1916 : Die Gespensterstunde (de)
- 1918 : Das Maskenfest des Lebens
- 1919 : Der Hirt von Maria Schnee (de)
- 1919 : Die Gesunkenen
- 1920 : Les Frères Karamazov
- 1920 : Moj
- 1920 : Dem Wellengrab entronnen
- 1922 : Felicitas Grolandin (de)
- 1924 : Horrido
- 1925 : Die eiserne Braut
- 1925 : Die zweite Mutter
- 1927 : Lützows wilde verwegene Jagd (de)
- 1927 : Mata Hari
- 1927 : Der alte Fritz (de)
- 1936 : Moscou-Shanghai
- 1937 : Ein Volksfeind (de)
- 1938 : L'Énigme de Beate
- 1938 : Magda
- 1938 : Der Spieler (de)